# Chankhu
Chankhu (nep. चङ्खु) – gaun wikas samiti w środkowej części Nepalu w strefie Dźanakpur w dystrykcie Dholkha. Według nepalskiego spisu powszechnego z 2001 roku liczył on 299 gospodarstw domowych i 1295 mieszkańców (646 kobiet i 649 mężczyzn).